# Cyrtandra kaulantha
Cyrtandra kaulantha är en tvåhjärtbladig växtart som beskrevs av Harold St.John och William Bicknell Storey. Cyrtandra kaulantha ingår i släktet Cyrtandra och familjen Gesneriaceae. IUCN kategoriserar arten globalt som akut hotad. Inga underarter finns listade i Catalogue of Life.